# Signe Widell

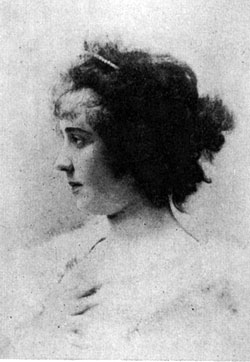
Signe Widell

Signe Gustava Widell, född 3 april 1867 på Marstrand, död 25 november 1922 i Nice, Frankrike, var en svensk skådespelerska. Hon var dotter till riksdagsmannen  Gustaf Edvard Widell. 
Widell var först engagerad hos August Lindberg och studerade som elev för Hedvig Raa-Winterhjelm. Hon engagerades vid Svenska teatern i Stockholm 1891 och hos Selander 1892, hon engagerades senare vid Dramaten. Hon turnerade i England med uppläsningar av Frödings dikter och H.C. Andersens sagor.

## Teater

### Roller (ej komplett)
| År   | Roll            | Produktion                                               | Regi | Teater                      |
| ---- | --------------- | -------------------------------------------------------- | ---- | --------------------------- |
| 1894 | Kitty Verdun    | Charleys tant Brandon Thomas                             |      | Södra Teatern               |
| 1899 | Fru Hallerstedt | Damen från Ostende Oscar Blumenthal och Gustav Kadelburg |      | Kungliga Dramatiska Teatern |

### Fotnoter
1. 1 2  Marstrands Födelsebok 1867: Marstrand (O) C:5 (1861-1883) Bild 53 / sid 97 (AID: v1782.b53.s97, NAD: SE/GLA/13363)
2. ↑  Minnesord i Svenska Dagbladet, 27 november 1922, sid. 6 och dödsannons i Svenska Dagbladet, 30 november 1922, sid. 2
3. ↑  ”Teater och musik”. Dagens Nyheter:  s. 2. 20 januari 1894. http://arkivet.dn.se/arkivet/tidning/1894-01-20/8837a/2. Läst 23 augusti 2015.
4. ↑  ”Damen från Ostende”. Musikverket. http://calmview.musikverk.se/CalmView/Record.aspx?src=CalmView.Catalog&id=HelledayA10S6%3a019. Läst 24 oktober 2015.